# Xylander István
Xylander István (Holtzmann István) (Lőcse, 1572 – 1619. április 18.) evangélikus püspök, szuperintendens.

## Élete
Lőcsén tanult 1584-ig. Németlipcsén, Eperjesen és ismét Lőcsén folytatta iskoláit; azután külföldre ment és előbb Odera-Frankfurtban, 1591. december 6-án Wittenbergben iratkozott be az egyetemre. 1596 őszétől 1597 novemberéig Königsbergben időzött, ahonnét újra Wittenbergbe ment. Innen, miután már előbb is ellátogatott haza, s közben nagyobb utazásokat tett külföldön, 1599-ben magisteri címmel tért vissza végleg hazájába, hol előbb négy évig lőcsei diákonus volt, majd krompachi, 1606-ban kis-szebeni, 1609-ben szepesváraljai lelkész lett. 1611-ben a szepesi 24 városi fraternitás esperesévé választották, amely hivatalában, miután 1614-ben a szepesvárosi egyházkerület szuperintendensi tisztségére emelték (de ezt a lengyel király tiltakozása miatt nem viselhette), 1615-ig megmaradt.

## Művei
- Disputatio Ethica De Voluntate Caeterisque Facultatibus Animae, quatenus ad moralem spectant Philosophum,... Witenbergae, 1598
- Carmina sepulchralia super funus D. Christophori Thurzo de Bethlenfalva; Leutschoviae, 1614
- Die Bekehrungsgeschichte des Grafen Christoph Thurzó. (Nem maradt fenn.)